# Taldara
Tall ad-Dirrah (pronunciado /təl adˈdərah/, en árabe تل الدرة), más conocida como Taldara, es un pueblo a medio camino entre Hama y Salamíe, en la gobernación de Hama, en Siria. Su población es mayoritariamente musulmana ismaelita.